# Franz Moewus
Franz Moewus (* 7. Dezember 1908 in Berlin-Spandau; † 30. Mai 1959 in Miami) war ein deutscher Biologe. Er galt als einer der Pioniere der modernen Genetik an Mikroorganismen, gleichzeitig aber auch als einer der bekanntesten Fälscher in der Biologie.

## Leben
Er forschte in Berlin (Promotion 1933, Untersuchungen über die Sexualität und Entwicklung von Chlorophyceen), Dresden, Erlangen und von 1937 bis 1951 am Kaiser-Wilhelm-Institut für medizinische Forschung in Heidelberg. 1951 ging er nach Australien und in die USA, da er in Heidelberg keine feste Universitäts-Anstellung (über einen Lehrauftrag hinaus) fand. 1954 endete seine Karriere nach Fälschungsvorwürfen, die aber schon in den 1930er Jahren aufkamen und auch veröffentlicht wurden.
Moewus erforschte die Sexualität von Grünalgen (Chlamydomonas und Polytoma), beginnend in Berlin unter Hans Kniep und Max Hartmann. Dabei bestätigte er die Mendelschen Gesetze für Mikroorganismen, bestätigte einige umstrittene Thesen von Hartmann über Sexualität (zum Beispiel unterschiedlich starke Ausprägung der Geschlechtsvalenz) und seine (falsche) Entdeckung, dass Carotinoide bei der Fortpflanzung der Grünalgen eine Rolle spielen führte zur Zusammenarbeit mit Richard Kuhn (Nobelpreisträger und führender Experte für Carotinoide) am Kaiser-Wilhelm-Institut in Heidelberg. In der Folge entwickelte Moewus die Ein Gen–Ein Enzym-Hypothese, für deren experimentellen Beweis George Beadle und Edward Tatum 1958 den Nobelpreis erhielten, allerdings beruhte seine Genanalyse der Grünalgen auch auf Fälschungen (wie unter anderem James D. Watson fand).
Zweifel an seinen Methoden waren schon früh aufgekommen – einmal störten seine Ergebnisse Statistiker (J. B. S. Haldane), weil sie „zu gut“ waren, außerdem bezweifelten Kollegen das von ihm behauptete hohe Arbeitstempo seiner Laboranalysen. Die Zweifel führten dazu, dass seine Habilitation in Heidelberg nicht zustande kam (verhindert durch den Botaniker August Seybold und den Zoologen Wilhelm Ludwig). Er verließ vorübergehend die Universität Heidelberg und habilitierte sich in Erlangen, um dann 1942 Dozent mit Lehrauftrag in Heidelberg zu werden. Eine Professur wurde aber von Kollegen verhindert. Er ging nach dem Krieg nach Sydney und dann in die USA. Dort wurde er an der Columbia University aufgefordert seine Ergebnisse zu reproduzieren und als ihm das nicht gelang, veröffentlichte der Laborleiter Francis J. Ryan dies 1955 in Science. Auch bei einer Demonstration der Wirkung von Carotinoiden im Woods Hole Labor 1954 wurde er der Fälschung überführt: Er hatte Algen der Kontrollgruppe durch Vergiftung mit Jodlösung „bewegungsunfähig“ gemacht.
Eine Chlamydomonas-Art ist nach ihm benannt (Chlamydomonas moewusii).

## Schriften
- Zur Sexualität der niederen Organismen, Ergebnisse der Biologie, 1941, S. 287–356